# Алентежу

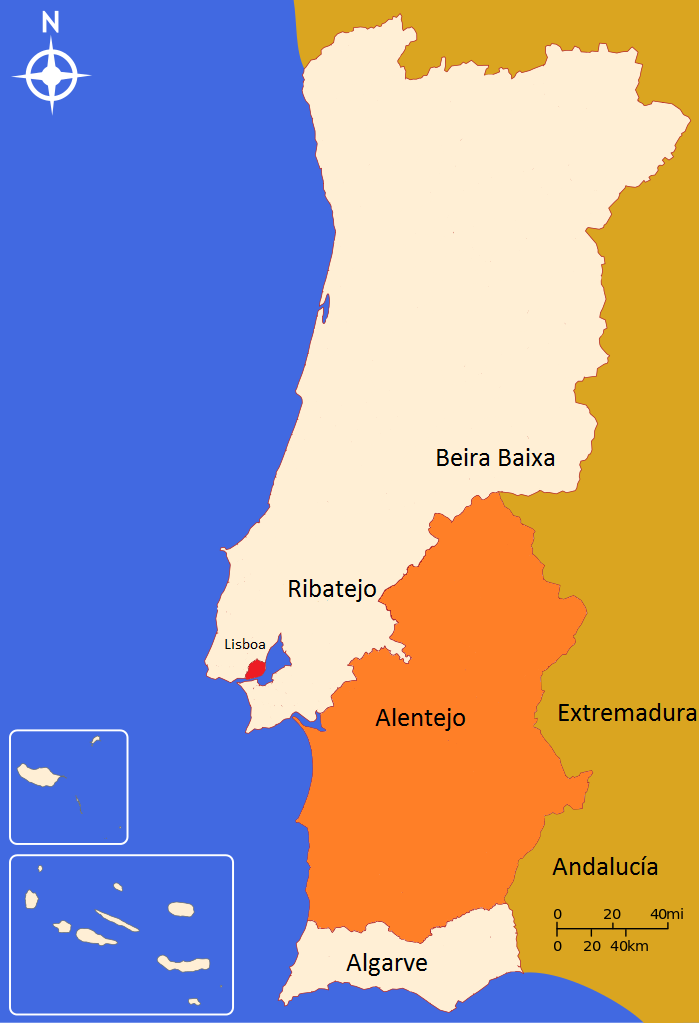
Алентежу на карті Португалії

Аленте́жу (порт. Alentejo; [ɐ.ɫẽ.ˈtɐj.ʒu], «Затажжя») — історична провінція Португалії. Займає центрально-південну частину країни. Розташована за річкою Таг (Тежу), від чого походить назва провінції. 1936 року поділена на провінції Верхнє Алентежу і Нижнє Алентежу, які існували до 1976 року. На їхній території постали округи Евора, Бежа, Порталеґре, Сантарен і Сетубал. У ХХІ ст. на базі провінції було утворено статистичний регіон Алентежу, поділений на субрегіони Берегове Алентежу, Верхнє Алентежу, Центральне Алентежу, Нижнє Алентежу і Лезірія-ду-Тежу. Територія  — 31 567 км (34 % території країни). Населення — 757 302 особи (2011, 7 % населення країни). Найбільші міста — Сантарен, Евора, Бежа, Порталегре.

## Назва
- Зата́жжжя, або Транстага́на (лат. Transtagana) — латинська назва[1].
- Аленте́зька прові́нція, або Зата́зька прові́нція (порт. provincia Alemtejana)[2]

## Населення
Населення Алентежу становить приблизно 759 тисяч осіб станом на 2011 рік. 49% складають чоловіки, а жінки - 51%. Це найменш населений регіон Португалії, який складає третину території країни, але лише 7,1% її населення. Також це регіон з найстарішим населенням. 22,9% осіб досягло 65 років і більше, в той час як загальнодержавний рівень для цього віку 17,5%. 
Кількість населення продовжує скорочуватися, особливо на сході регіону. Місцеві мігрують з сел у міста, а з міст - в міста поза Алентежу. Приїжджають в Алентежу переважно особи з північної Європи в спробі втекти зі своїх перенаселених регіонів, але зазвичай не на постійно, а лише у відпустку. Мігранти з Китаю, Бразилії і переважно Південно-Східної Європи стримуют скорочення населення.

## Галерея

Типовий вигляд сільської місцевості в Алентежу. Дерева на передньому плані це коркові дуби
(Quercus suber), разом з останками скошеного поля пшениці. На задньому плані знаходяться виноградники (Vitis vinifera) і оливкові дерева (Olea europea). Пшениця, корки, оливкова олія і вино є найбільш відомими продуктами Алентежу.

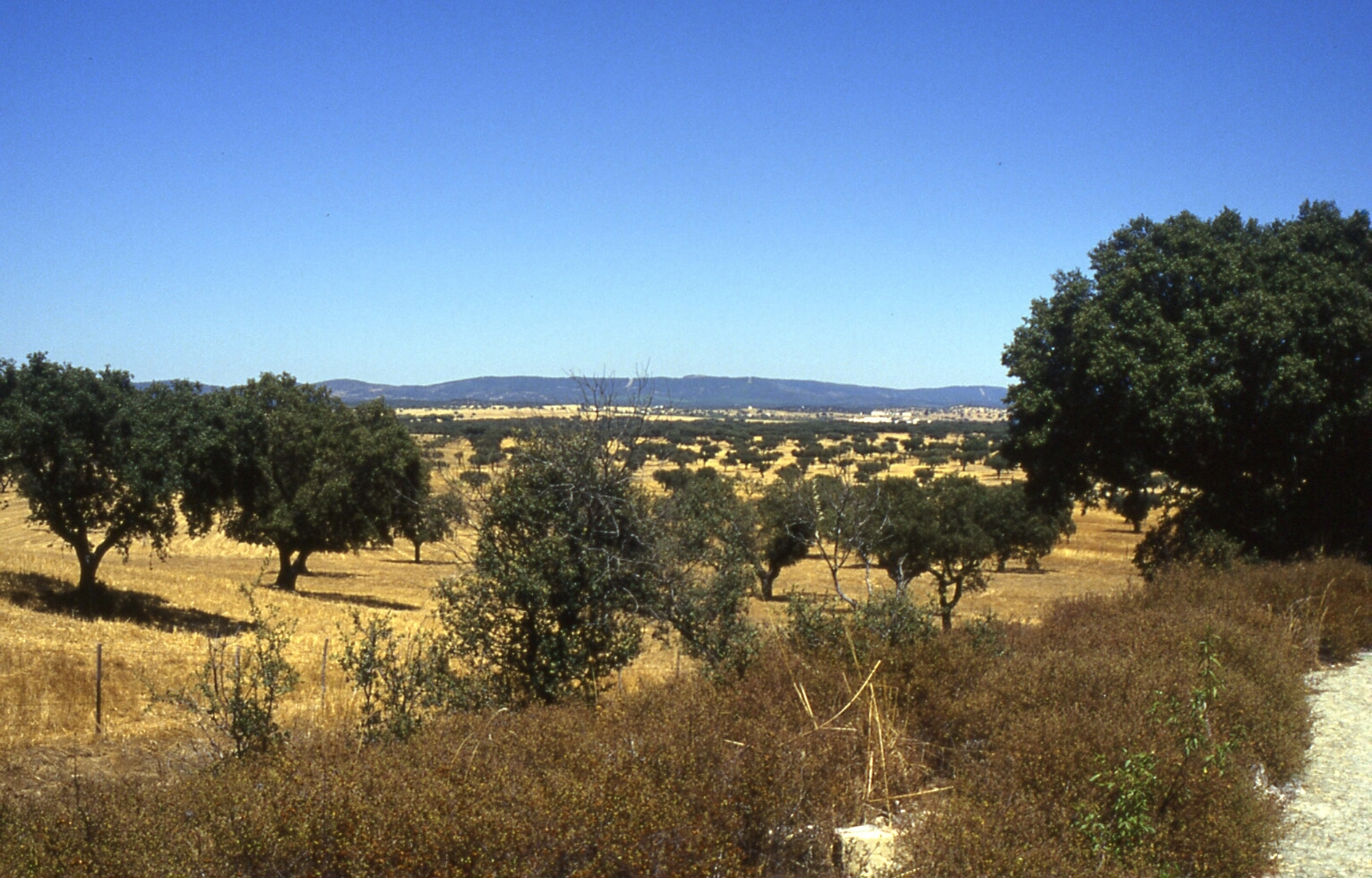
Краєвид
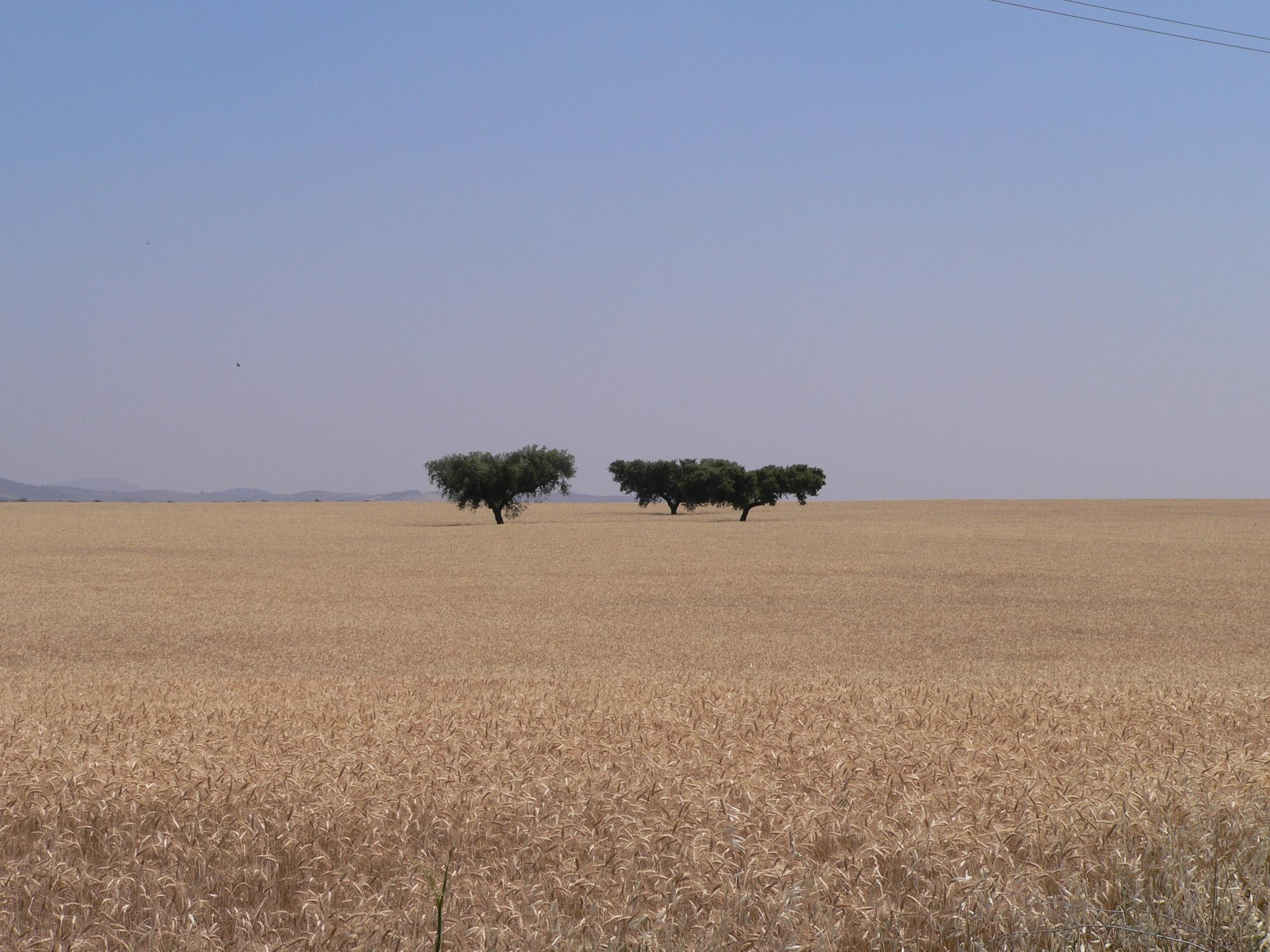
Поле
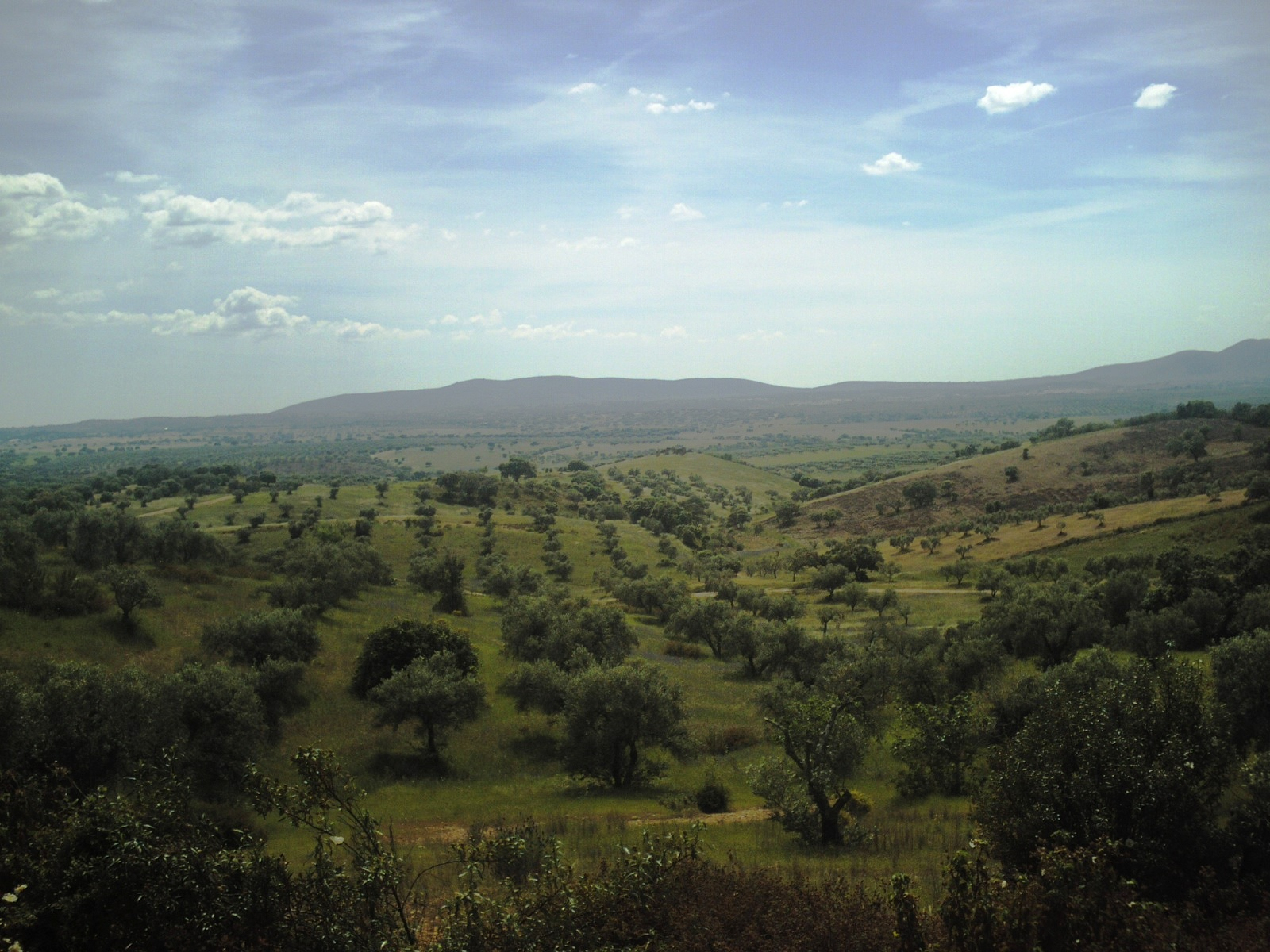
Пагорби
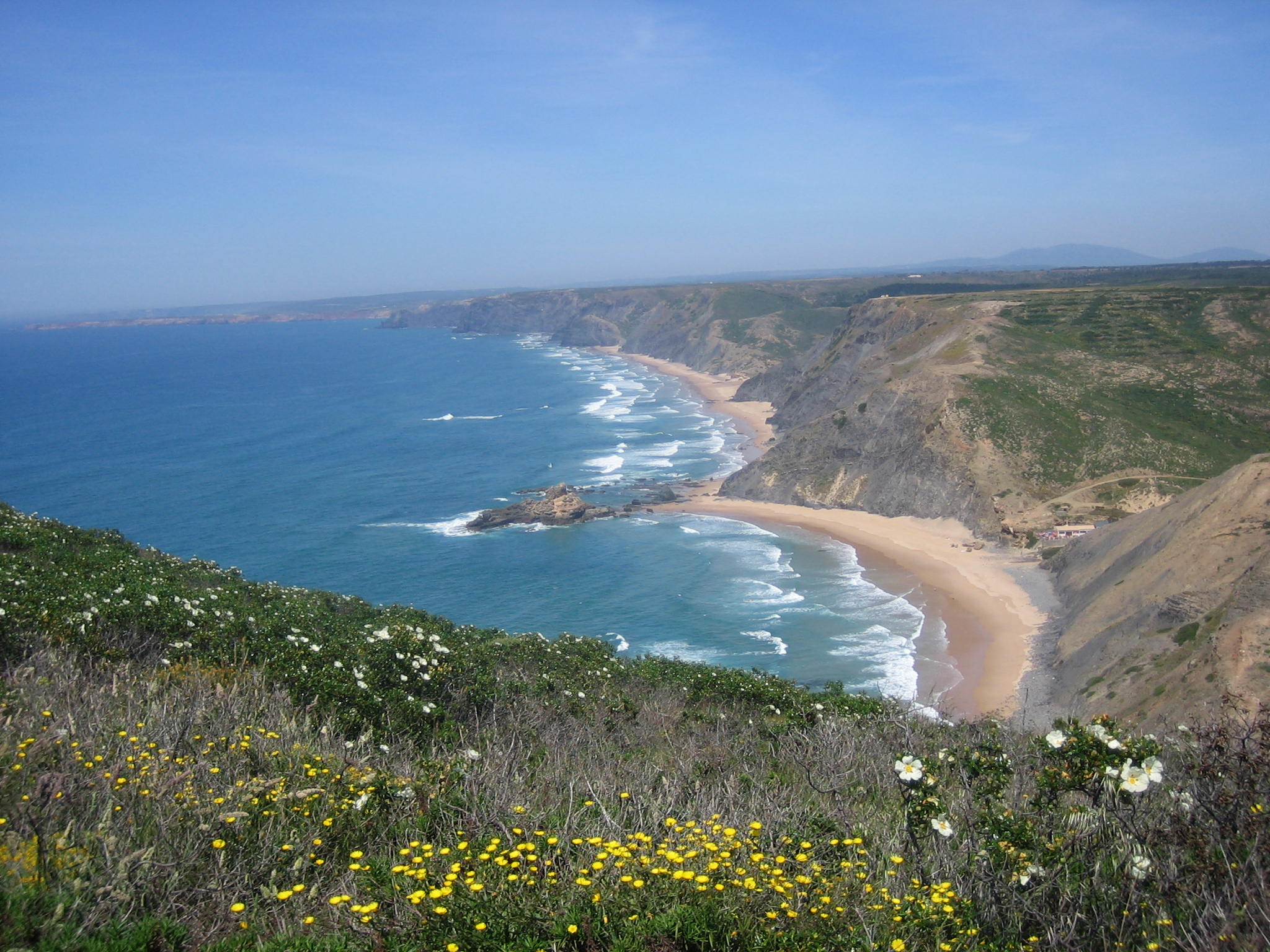
Пляж
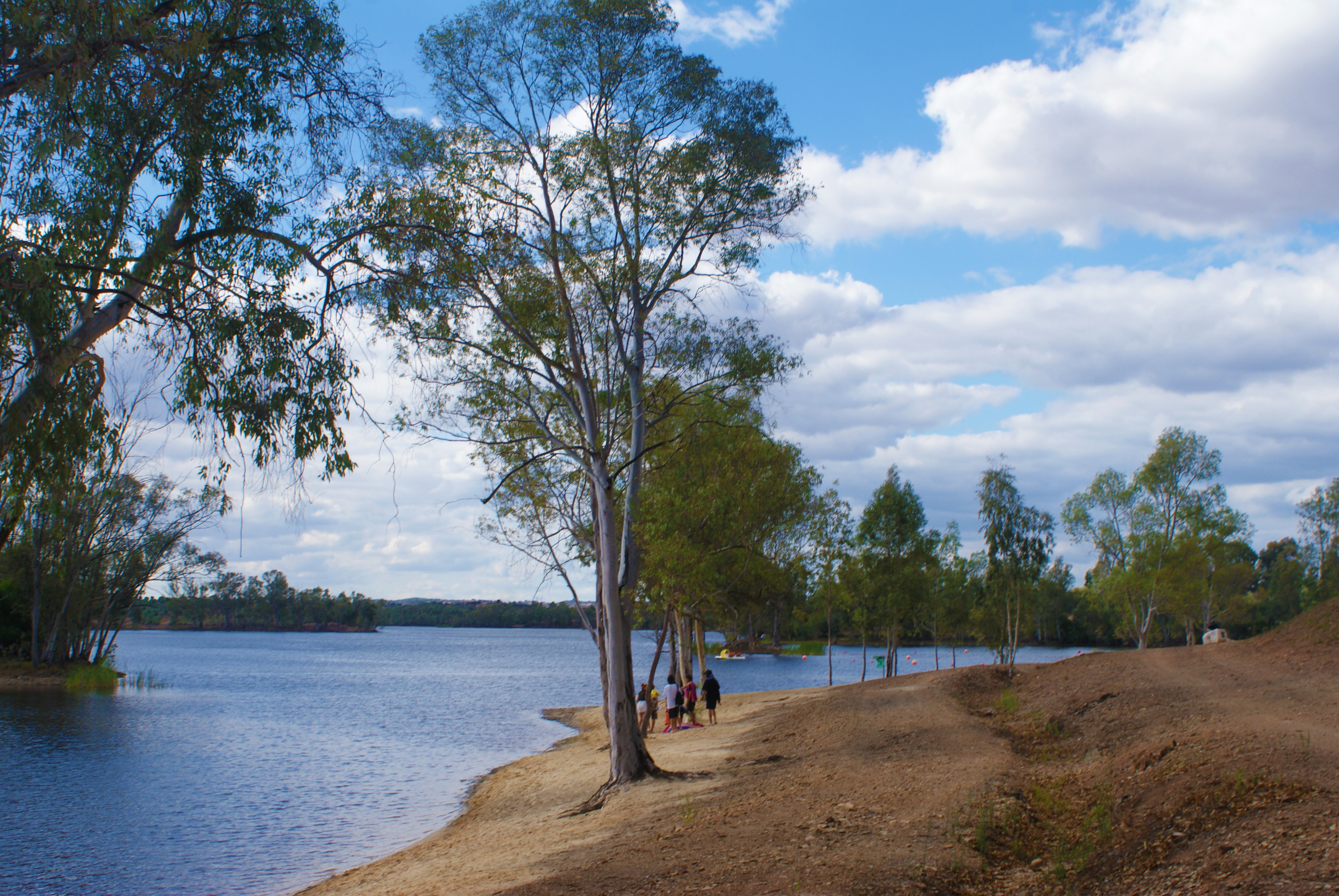
Озеро
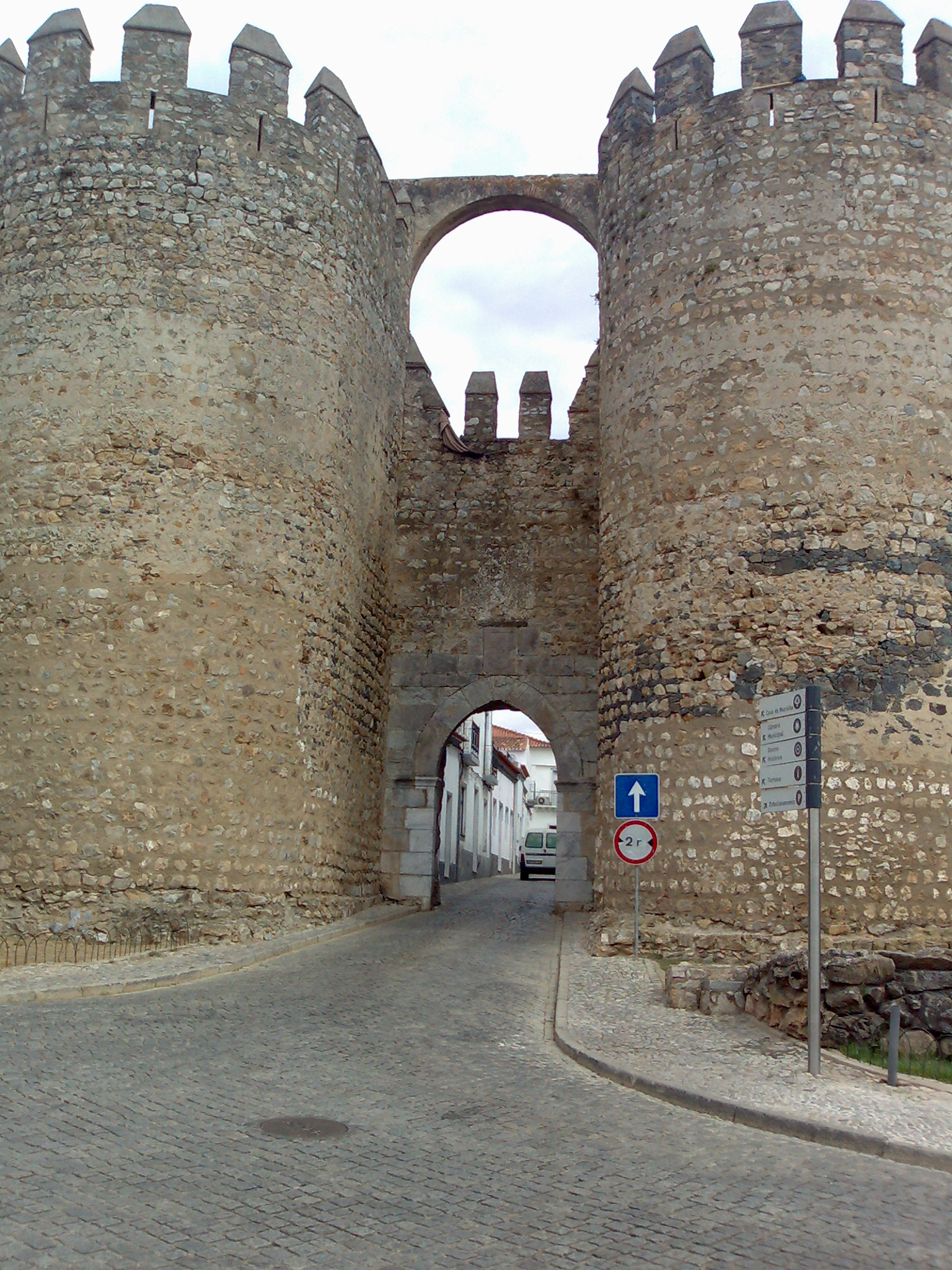
Замок Серпа